# Vilém Goppold von Lobsdorf
Vilém Goppold von Lobsdorf (n. 27 mai 1869, Praga, Austro-Ungaria – d. 12 iunie 1943, Praga, Protectoratul Boemiei și Moraviei) a fost un scrimer ceh, medaliat olimpic. A participat la 2 ediții ale Jocurilor Olimpice (1908, 1912) în care a câștigat două medalii de bronz.